# Ga Kép
Ga Kép là nhà ga ở xã Kép, tỉnh Bắc Ninh. Ga này trực thuộc tuyến đường sắt Hà Nội - Đồng Đăng mà còn là điểm bắt đầu của tuyến đường sắt Kép - Lưu Xá, và tuyến đường sắt Kép - Cái Lân.